# Michel Aglietta
Michel Aglietta (Chambéry, 18 de febrero de 1938-Paris, 24 de abril de 2025) fue un economista francés conocido por ser uno de los fundadores de la escuela de la regulación, junto a Robert Boyer, Alain Lipietz y Benjamin Coriat entre otros. 
Es profesor emérito de ciencias económicas en la Universidad de París X Nanterre. Desempeña también las funciones de consejero científico en el Centro de Estudios Prospectivos y de Informaciones Internacionales (CEPII) desde 1980, consultor en Groupama-AM y profesor de macroeconomía en la Escuela de Estudios Superiores de Comercio (HEC). Aglietta ha sido miembro del Círculo de Economistas entre los años 1998 y 2006, del Consejo de Análisis Económico del primer ministro entre 1997 y 2003, y del Instituto Universitario de Francia (2000-2005).

## Biografía y obra
Nace en 1938 en la ciudad francesa de Chambéry, al este del país. Estudia en París en la Escuela Politécnica (1961) y en la Escuela Nacional de Estadística y Administración Económica (ENSAE) (1964). 
Entre 1970 y 1972 fue research fellow en Harvard. En octubre de 1974 defiende su tesis doctoral titulada Régulation du mode de production capitaliste dans la longue période. Prenant exemple des États-Unis (1870-1970) en la Universidad París I Pantheón-Sorbonne. Su tesis doctoral marcaría un hito importante en la ciencia económica y su defensa fue muy controvertida. En el jurado se encontraban Raymond Barre, H. Brochier, Carlo Benetti, J. Weiller y Edmond Malinvaud, este último abandonándolo.
La tesis sería posteriormente discutida en el marco de un seminario organizado en el Instituto Nacional de Estadística y Estudios Económicos (INSEE) entre 1974 y 1975. Posteriormente fue publicada, con algunas modificaciones, en 1976 como Regulación y crisis del capitalismo (traducida al español en 1979).
Aglietta es uno de los principales especialistas en economía monetaria internacional y es bien conocido por sus trabajos sobre el funcionamiento de los mercados financieros, insistiendo en las que considera son las fallas del sistema financiero.
Aglietta ha estudiado las relaciones entre las estructuras de los sistemas financieros y el crecimiento económico. La liberalización financiera acometida desde los años 80 fue planteada como un medio para mejorar la eficiencia en los mercados financieros a nivel mundial (la competencia debía conducir a una asignación óptima de capitales y a una reducción de las tasas de interés) y lograr así el crecimiento. Aglietta señala que, sin embargo, el paso a una economía financiera globalizada se ha acompañado de una inestabilidad cíclica y de un riesgo sistémico. La caída de un agente conduce, por efecto de contagio (o efecto mimético), a una crisis financiera generalizada. Para que la movilidad de los capitales sirva a la economía real, Aglietta insiste en la necesidad de instaurar nuevas reglas, de reforzar el control sobre los mercados y aplicar políticas contra-cíclicas activas.

## Principales publicaciones
- Regulación y crisis del capitalismo: la experiencia de los Estados Unidos. Editorial siglo XXI. (1979). ISBN 84-323-0344-5. (Régulation et crise du capitalisme : l'expérience des Etats-Unis, 1976).
- El fin de las divisas clave: ensayo sobre la moneda internacional. Editorial siglo XXI (México). (1987). (La fin des devises clés : essai sur la monnaie internationale, 1986).
- La violencia de la moneda (con André Orléan). Editorial siglo XXI (México). (1990). (La voilence de la monnaie, 1982).
- Macroéconomie financière (2 volúmenes). (1995).
- El FMI: del orden monetario a los desórdenes financieros (con Sandra Moatti). AKAL. (2002). ISBN 84-460-1903-5. (Le FMI, d l'ordre monétaire aux désordres financiers, 2000)
- La monnaie, entre violence et cofiance (con André Orléan). (2002).
- Dérives du capitalisme financier (con Antoine Rebérioux). (2004).
- La Chine vers la superpuissance (con Yves Landry). (2007).
- Désordres dans le capitalisme mondial (con Laurent Berrebi). (2007).
- Crise et rénovation de la finance (con Sandra Rigot). (2009).